# Show No Mercy
Show No Mercy (рус. Не проявляй милосердия) — дебютный студийный альбом американской трэш-метал-группы Slayer, выпущенный на лейбле Metal Blade Records 3 декабря 1983 года.
По условиям контракта группе совсем не было выделено денег для записи дебютного альбома, поэтому участникам пришлось финансировать его самостоятельно. Сбережения Тома Арайа и деньги, взятые в долг у отца Керри Кинга, стали той суммой, с которой группа приступила к записи. Show No Mercy раскрывает темы сатанизма, Ада и Дьявола, но в недостаточно серьёзной манере, за что лирика подвергалась критике.
Совершая поездку для продвижения альбома, группа взяла с собой своих близких друзей и членов семьи, которые помогали за кулисами с освещением и звуком. Хотя альбом критикуется за плохое качество изготовления, он стал для Metal Blade Records наиболее продаваемым и успешным альбомом. Такие песни как «Die by the Sword», «The Antichrist» и «Black Magic» игрались Slayer на концертах регулярно.

## Запись
Slayer были замечены Брайаном Слейджелом, который основал Metal Blade Records, когда они выступали в клубе Woodstock в Лос-Анджелесе. Слейджел встретился с группой за кулисами и спросил, хотели бы они быть показанными на обложке Metal Massacre III, на что группа ответила согласием.
После появления на этой компиляции Слейджел предложил группе подписать договор с Metal Blade Records. Альбом был зарегистрирован в Лос-Анджелесе, Калифорнии.
Группа использовала в текстах и живых концертах сатанинский имидж, чтобы получить признание среди металлического сообщества. Обратная сторона обложки показывает число 666 и перевернутые кресты с гитары Ханнемана. Из-за образов и лирического сопровождения альбом подвергся нападкам.

## Туры группы
Slayer продолжала первый тур по Соединенным Штатам после выпуска альбома Слейджел дал группе список адресов и контактных номеров мест встречи. В течение первой части тура у Slayer не было никакого менеджера.

## Отзывы
| Оценки критиков                  | Оценки критиков |
| Источник                         | Оценка          |
| -------------------------------- | --------------- |
| AllMusic                         | [ 4 ]           |
| Collector's Guide to Heavy Metal | 7/10            |
| Kerrang!                         | unfavorable     |
| Metal Forces                     | 9/10            |
| Rock Hard                        | 9/10            |
| The Rolling Stone Album Guide    | [ 9 ]           |
| Sputnikmusic                     | 4/5             |

Группа не имела достаточного количества времени, чтобы делать отчёты о продажах, совершая поездку, но альбом стал для Metal Blade Records самым успешным релизом. Успех Show No Mercy вызвал у Слейджела желание выпустить новый альбом вместе со Slayer.

## Список композиций
| №   | Название                                                                     | Текст песни                | Музыка                     | Длительность |
| --- | ---------------------------------------------------------------------------- | -------------------------- | -------------------------- | ------------ |
| 1.  | «Evil Has No Boundaries (рус. Зло не имеет границ)»                          | Джефф Ханнеман, Керри Кинг | Керри Кинг                 | 3:12         |
| 2.  | «The Antichrist (рус. Антихрист)»                                            | Джефф Ханнеман             | Джефф Ханнеман, Керри Кинг | 2:47         |
| 3.  | «Die By the Sword (рус. Умри от меча)»                                       | Джефф Ханнеман             | Джефф Ханнеман             | 3:37         |
| 4.  | «Fight Till Death (рус. Дерись до смерти)»                                   | Джефф Ханнеман             | Джефф Ханнеман             | 3:40         |
| 5.  | «Metal Storm/Face the Slayer (рус. Металлический шторм/Столкнись с убийцей)» | Керри Кинг                 | Джефф Ханнеман, Керри Кинг | 4:51         |
| 6.  | «Black Magic (рус. Чёрная магия)»                                            | Керри Кинг                 | Джефф Ханнеман, Керри Кинг | 4:02         |
| 7.  | «Tormentor (рус. Мучитель)»                                                  | Джефф Ханнеман             | Джефф Ханнеман             | 3:42         |
| 8.  | «The Final Command (рус. Последний приказ)»                                  | Керри Кинг                 | Джефф Ханнеман, Керри Кинг | 2:33         |
| 9.  | «Crionics (рус. Крионика)»                                                   | Джефф Ханнеман, Керри Кинг | Джефф Ханнеман, Керри Кинг | 3:30         |
| 10. | «Show No Mercy (рус. Не проявляй милосердия)»                                | Керри Кинг                 | Керри Кинг                 | 3:05         |

### Бонус композиции (1987 переиздание)
1987 переиздание также содержит песни из EP Haunting the Chapel.
| №   | Название              | Автор(ы)                   | Длительность |
| --- | --------------------- | -------------------------- | ------------ |
| 11. | «Haunting the Chapel» | Джефф Ханнеман, Керри Кинг | 3:57         |
| 12. | «Captor of Sin»       | Джефф Ханнеман, Керри Кинг | 3:27         |
| 13. | «Chemical Warfare»    | Джефф Ханнеман, Керри Кинг | 6:01         |

### Бонус композиции (1994 переиздание)
| №   | Название               | Автор(ы)                   | Длительность |
| --- | ---------------------- | -------------------------- | ------------ |
| 11. | «Aggressive Perfector» | Джефф Ханнеман, Керри Кинг | 3:31         |
| 12. | «Chemical Warfare»     | Джефф Ханнеман, Керри Кинг | 6:01         |

### Бонус композиции (только винил)
| №   | Название                                                                                              | Текст песни                | Музыка                     | Длительность |
| --- | --- | -------------------------- | -------------------------- | ------------ |
| 11. | «Aggressive Perfector» (misspelled as "Aggressive Protector" on the Dutch Roadrunner Records release) | Джефф Ханнеман, Керри Кинг | Джефф Ханнеман, Керри Кинг | 3:31         |

## Участники записи
- Том Арайа — бас-гитара, вокал
- Джефф Ханнеман — гитара
- Керри Кинг — гитара
- Дэйв Ломбардо — ударные